# 제임스 듀어

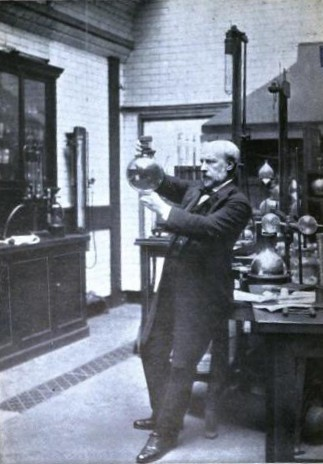
제임스 듀어 (1910년)

제임스 듀어 경(영어: Sir James Dewar, FRS, 1842년 9월 20일 ~ 1923년 3월 27일)은 영국 스코틀랜드의 화학자이자 물리학자이다. 보온병을 발명한 것으로 유명한데, 병을 열에 대한 절연체로 감싸는 방식과 함께 병 내부를 이중으로 만들어 사이의 공간은 진공으로 하고 병 안쪽에 은도금을 하여 대류와 복사에 의한 열 손실을 최소한으로 줄이는 방식이었다.

## 서훈
- 1904년 기사작위(Knight Bachelor) 서임[1]

## 참고 문헌